# Dreifertstraße 8 (Cottbus)

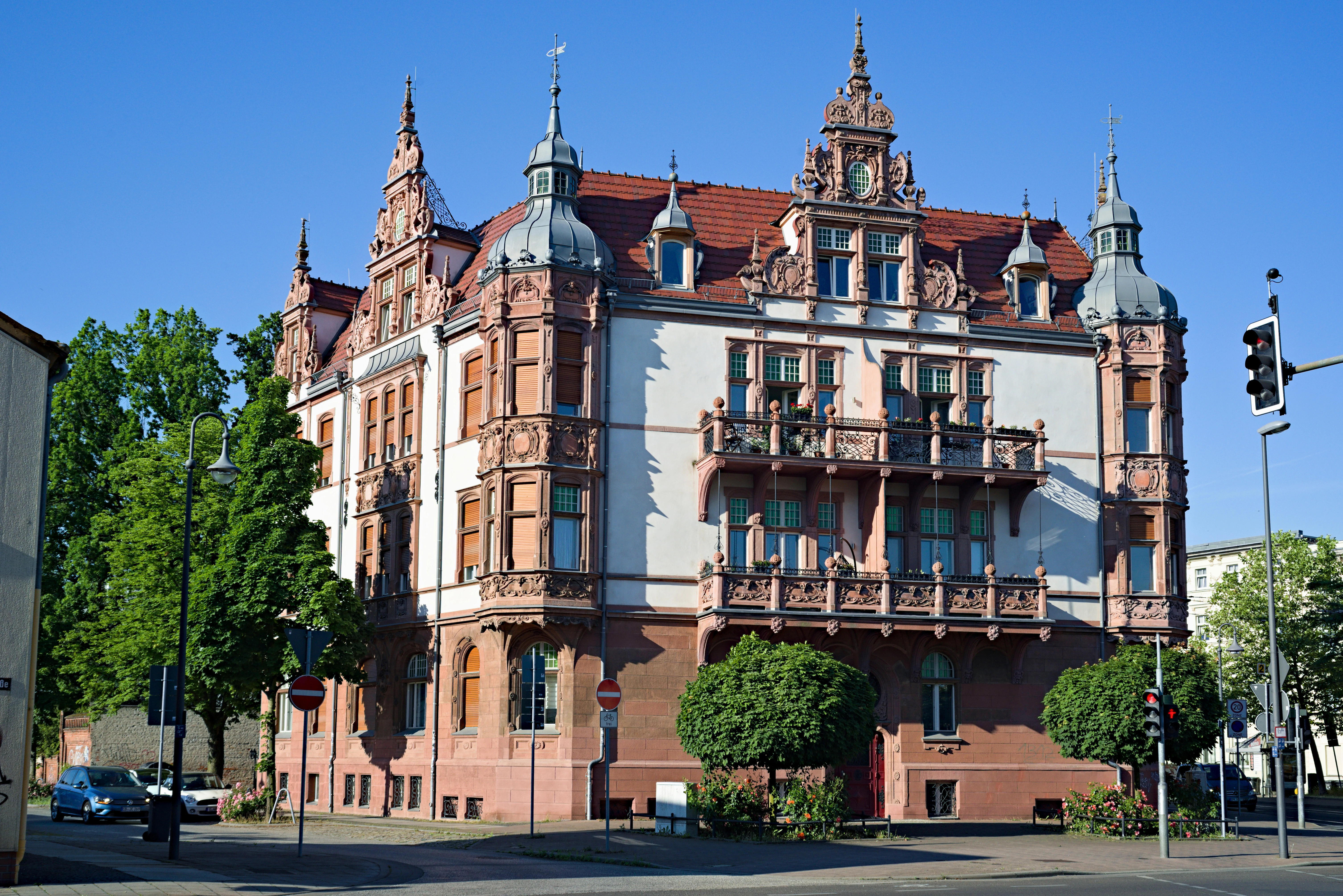
Cottbus, Dreifertstraße 8

Das Eckgebäude Dreifertstraße 8 / Friedrich-Ebert-Straße 30 ist ein geschütztes Baudenkmal und wurde 1903/04 im Auftrag der Auguste-Stiftung durch die Firma des Architekten Georg Schneider entworfen und gebaut.

## Beschreibung
Das auf einem spitzwinkligen Grundstück stehende Bauwerk hat einen trapezförmigen Grundriss. Ferner verfügt das Gebäude über ein symmetrisches Mauerwerk mit hohem Souterrain und einem Berliner Dach. Die Fassade ist gekennzeichnet durch Erker, Balkone, Stockwerk- und Sohlbankgesimse. Diese verleihen dem Haus eine malerisch aufgelockerte Gliederung. Im Stil der „Weserrenaissance“ wurden verschiedene Fenster und vielfältige prunkvolle Bauschmucke eingesetzt. Die Ornamentik besteht aus 500 vorgefertigten einzelnen Bauteilen, welche aus Betonwerkstein hergestellt und auf das Mauerwerk aufgebracht sind. Des Weiteren wird das Erscheinungsbild durch Zinkgusselemente, Schmiedearbeiten sowie verschiedene strukturierte und unterschiedliche farbige Putzmörtel geprägt. Der Architekt spielt mit weiteren gestalterischen Elementen wie Materialimitationen. Diese imitieren z. B. einen behauenen Stein aus Porphyl-Tuff mittels rotem Putz oder Buntstein mit Hilfe von rotem Betonwerkstein. 
Das Erdgeschoss wurde mit rot abgefärbten Putzquadern versehen und die Bögen der Fenster sind von Bändern mit Rosetten begleitet. An der Langseite befinden sich geschossübergreifende „Scheinerker“, deren konkav geschwungenes Zinkdach mit figürlichen Wasserspeiern versehen wurde. Unterhalb der Erkerfenster sind Stuckelemente zu finden und die übrigen Fenster der Seitenfassade sind aufwendig gefasst. Die Zwerchgiebel mit Datierungsinschriften überfangen die „Scheinerker“ als auch die beiden Außenachsen.

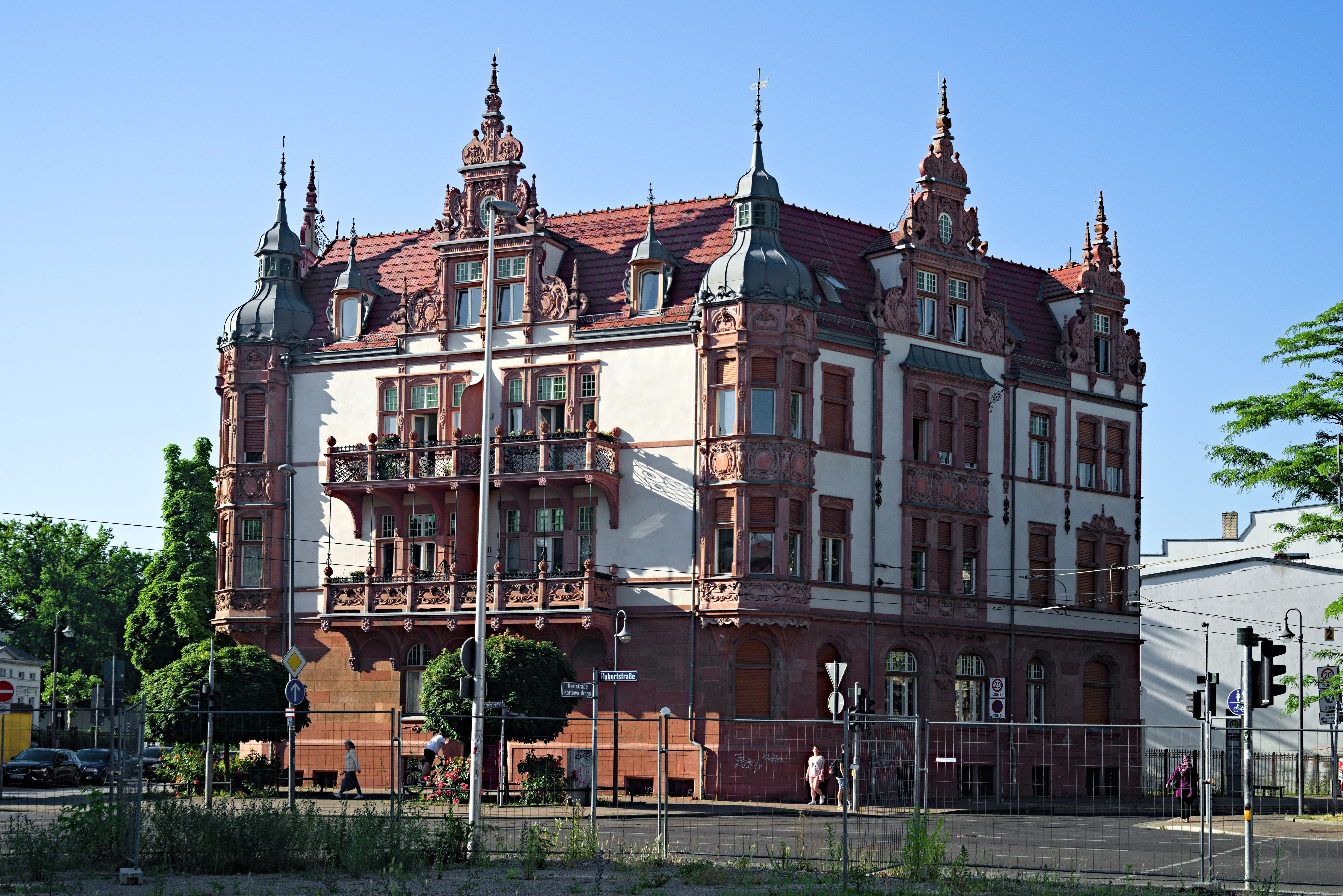
Ansicht von Nordwesten, Zimmerstraße Ecke Friedrich-Ebert-Straße

Die Eingangsfront ist gestalterisch sehr hervorgehoben. Hier findet man sechseckige Eckerker unter Welschen Zinkhauben mit Laterne und Wetterfahne. An den Erkern werden stilistische Mittel der Seitenfassade und Zwerchgiebel wieder aufgenommen. Der Hauszugang ist in der Mitte angeordnet und besitzt einen baldachinartigen imposanten Balkon mit einer massiven Brüstung. Diese Brüstung hat ovale volutenumspielte Medaillons zwischen kugelbesetzten Pfosten. Der Balkon des zweiten Geschosses besitzt eine schmiedeeiserne Brüstung. Das hohe Portal hat eine besondere Wirkung durch den Schulterbogensturz an der Tür. Die in das Oberlichtfenster eingreifende ornamentale Bekrönung und der Rosettenschmuck an den Portalgewänden tragen dazu bei. Die viergeschossige Hofseite ist kalksandsteinsichtig und mit roten Ziegelbändern versehen. An den Langseiten befinden sich Balkone.
Hervorzuheben ist der Windfang des Eingangsbereichs, welcher Bezug nimmt auf die Außenfassade. Ferner zeigen die Sockelquaderung und die Rippen, des in drei Jochen unterteilten Deckengewölbes, mit ihren roten Putz eine Porphyrimitation. Oberhalb der Eingangstür prangt ein Schriftband in einem Rosendekor. Hier steht geschrieben: „Ohn´ Gottes Gunst, All´ Baum umsunst“.
Die Treppenanlage des Eingangs befindet sich auf einem kreisrunden Grundriss. Das eiserne Geländer wurde mit einem Goldbronzeanstrich versehen und imitiert eine Blattvergoldung.

## Restaurierung
Ab dem Jahr 2000 wurde mit einer umfassenden Restaurierung des Gebäudes begonnen. Der Planer Peter Rudolph hat für die Sanierung des Gebäudes im Jahr 2011 den Cottbuser Denkmalpreis erhalten.

## Bedeutung
Das Mietwohnhaus hat einen Seltenheitswert, da es in der Region an weiteren Beispielen mangelt. Außerdem verkörpert es den Höhepunkt der späthistoristischen Baukunst in Cottbus.